# Institut d'Animació de Jilin
L'Institut d'Animació de Jilin és una institució educativa de la província de Jilin, a la República Popular de la Xina. Fundada el juny de l'any 2000, és una de les primeres escoles de cinema d'animació del país, i l'any 2012 tenia 10.500 estudiants. Entre els seus directors hi ha hagut Chang Guangxi, veterà professional de l'Estudi d'Animació de Shanghai, així com Zheng Liguo.
L'any 2008, i depenent de l'institut, es va fundar l'estudi Jilin VIXO Animation, que posteriorment canviaria el nom per Fifth Dimension. Entre les seues produccions destaquen The Frog Kingdom, que fou la primera estrena internacional de l'estudi, així com Chicken wants to fly, inspirada en l'obra de Te Wei Xiao kedou zhao mama.